# Рејнбоу Сити (Алабама)
Рејнбоу Сити (енгл. Rainbow City) град је у америчкој савезној држави Алабама. По попису становништва из 2010. у њему је живело 9.602 становника.

## Демографија
Према попису становништва из 2010. у граду је живело 9.602 становника, што је 1.174 (13,9%) становника више него 2000. године.
| Група             | 2000.         | 2010.         |
| Белци             | 7.779 (92,3%) | 8.265 (86,1%) |
| Афроамериканци    | 296 (3,5%)    | 695 (7,2%)    |
| Азијати           | 122 (1,4%)    | 247 (2,6%)    |
| Хиспаноамериканци | 122 (1,4%)    | 232 (2,4%)    |
| Укупно            | 8.428         | 9.602         |